# Cisseps
Cisseps is een geslacht van vlinders van de familie spinneruilen (Erebidae), uit de onderfamilie Arctiinae.

## Soorten
- C. coprea Draudt, 1917
- C. discopuncta Hampson, 1901
- C. fulvicollis Hübner, 1827
- C. packardi Grote, 1865
- C. subhylina Hampson, 1901
- C. wrightii Stretch, 1885